# Jamie a des tentacules !
Jamie a des tentacules ! est une série télévisée d'animation française créée par Aurore Damant et Julien Bizat.
Bien que destinée à un public plus large[réf. nécessaire], la série est inspirée de la série d'albums jeunesse du même nom, dont le premier tome est paru en France en 2010, aux Éditions de la Balle, sous le titre Jamie a des tentacules !. 
Elle est diffusée depuis le 24 février 2014 sur France 3. Elle est par la suite rediffusée sur Canal+ du 12 septembre 2015 à 2017, Télétoon+ du 2 décembre 2015 à 2017, France 4 du 12 août 2016 à 2020, Canal J depuis le 8 février 2021 et sur Gulli depuis le 16 mars 2020. Dans les départements et régions d'outre-mer, elle est diffusée sur Mayotte la 1ère depuis 2018.
La saison 3 est diffusée le 28 août 2023 sur Gulli.

## Synopsis
L'histoire suit la vie d'un extraterrestre nommé Jamie, prince de la planète Blarb. Il s'enfuit vers la Terre, et tente de se faire passer pour un enfant humain de petite taille, afin d'échapper à la menace des Vloks, des extraterrestres qui veulent le dévorer pour suivre une tradition consistant à nourrir leur général d'un prince une fois par millénaire. Sur Terre, Jamie est recueilli par Nerdy Walsh, un jeune Terrien timide et maladroit. Les Vloks décident alors d'envoyer un agent robot, le lieutenant Contact, pour le capturer avec l'aide d'une vache mutante, le sergent Gratchett.

## Distribution

### Voix françaises
- Gabriel Bismuth-Bienaimé : Jamie Blarb
- Adeline Chetail : Jenny Blarb (Jamie en fille)
- Marc Saez : Nerdy Walsh
- Michel Elias : le narrateur / Gratchett / Maurice, le père de Jamie / le général Vlok
- Jérémy Prévost : Contact / M. Walsh, le père de Nerdy
- Marie-Charlotte Leclaire : Paraffine Walsh
- Nathalie Homs : Blarbina, la mère de Jamie / Mme Walsh, la mère de Nerdy
- Version originale
  - Société de doublage : Talk Over
  - Direction artistique : Nathalie Homs

## Fiche technique
- Titre : Jamie a des tentacules !
- Autres titres francophones : Jamie a des tentacules (titre d'origine)
- Titre anglais international : Jamie's Got Tentacles!
- Création : Aurore Damant, Julien Bizat, Gilles Cazaux et Vincent Bonjour
- Réalisation : Gilles Cazaux et Cédric Stephan (saisons 1 et 2)
- Scénario : Vincent Bonjour et Gilles Cazaux
- Direction artistique : Samuel Kaminka
- Studio d'enregistrement et montage : Talk Over[8]
- Musique : Sylvain Moser
- Production déléguée : Samuel Kaminka
- Production exécutive : Samka Production
- Sociétés de production : Samka Production, avec la participation de France Télévisions, de Canal+ et de Télétoon+ (saisons 1 et 2) de Gulli, de M6 et de Canal J (depuis la saison 3)
- Pays de production :  France
- Langue originale : français
- Genre : animation, fantasy et comédie
- Durée des épisodes : 11 minutes
- Classification : tous publics[9]

## Épisodes

### Première saison (2014-2015)
1. Jamie est un grand malade
2. Les garçons viennent de Mars, et les filles y retournent
3. Dernier jour sur Terre
4. Le cadeau venu des étoiles
5. Joyeux Zlobogniarf !
6. Jamie sur orbite
7. La gardienne de la galaxie
8. Livraison intergalactique
9. Paix et amour
10. Super
11. Jamie ne fait pas le poids
12. Les envahisseurs venus de la Terre
13. Mercenaire particulier
14. Sortie de route
15. Jamie mue
16. La dernière de la galaxie
17. La cousine Josette débarque
18. Opération Vloks
19. Ça commence comme ça…
20. Commando camping
21. Ça sent le mal du pays
22. Pacte de paix au fond du jardin
23. Fini de dormir
24. Tentacule Man
25. Le jumeau de Jamie
26. Le FBI sonne toujours deux fois
27. La plus grosse fête de l'univers
28. Un E.T. habite chez moi !
29. Le nouveau Nerdy
30. Mon cousin est chef de l'univers
31. Jamie, où t'as mis Mamie ?
32. Touche pas à ma vache !
33. Premier rôle
34. Blarbville
35. L'invitation
36. Symphonie pour trois tentacules
37. L'échange
38. Canal Jamie
39. Terre à vendre
40. La nuit des étoiles filantes
41. La planque
42. Attention, Jamie méchant
43. Jamie contre les fantômes
44. Intelligence très artificielle
45. Révolution !
46. Morve royale
47. Le secret
48. Jamie Walsh
49. Mon père cet alien
50. Falfatrax a les cartes en main
51. Princesse Jamie
52. Nerdy a des tentacules

### Seconde saison (2016-2017)
1. Piégé dans l'espace
2. Le meilleur ami de l'homme
3. Le meilleur burger de l'univers
4. Jamie jette un œil
5. La roue tourne
6. Sans peur et plein de reproches
7. Sauvez Mitch
8. La boîte mystérieuse
9. Dr Nerdy et Mr Pompom
10. Retour vers le futur du subjonctif
11. Nerdy est un alien
12. SOS Terre
13. Roi, mode d'emploi
14. Nerdy part en boucle
15. Blarby-sitting
16. Lamageddon
17. Frères de morve
18. Conduite non accompagnée
19. Bienvenue chez les Walsh
20. On ne choisit pas sa famille
21. La correspondante de l'espace
22. Mon père est un dictateur
23. Alter-nerdy
24. Jamie téléphone maison
25. Au service du FBI
26. Comme des chefs
27. Chance en stock
28. L'homme le plus important de la galaxie
29. Soigne ton swing
30. Un prisonnier modèle
31. Contact 2.0
32. Sauve qui poux
33. Trempette dans un verre d'eau
34. Romea & Jamie
35. Mensonges au mètre
36. Mon meilleur ami est un vlok
37. L'incroyable Nerdy
38. Dans la peau du général
39. Le boulet de l'espace
40. Tarte à l'embrouille
41. Danger choupinours
42. Jamie perd la boule
43. L'attaque des moustiques mutants
44. Pirates mais pas trop
45. Protection très rapprochée
46. Ce qui devrait arriver arriva
47. Mon robot bien-aimé
48. L'empire Blarb (1/2)
49. L'empire Blarb (2/2)
50. Jamie démonte le temps
51. Pari à tout prix
52. Ce n'est qu'un au revoir

### Troisième saison (2023-2024)
1. Jamais sans ma reine
2. Super-héros à domicile
3. Blarbaffine
4. L'association des dictateurs intergalactiques
5. Le protecteur de l'univers
6. Un œuf, des vœux...
7. Planète Nerdy
8. Le blues du Blarb
9. La Pierre Snoyouze
10. Falfatrax Collector
11. Le Grand Bouzar !
12. S.O.S. Paraffine
13. Jamie à Hollyvlok
14. Le grand sommeil du Blarb
15. Le retour du prince
16. Soleil d'occasion
17. Le roi des Shlonks
18. L'habit ne fait pas l'alien
19. L' Immangeable
20. Les amis de mon ami sont mes ennemis
21. Amour, gloire et chabadabada
22. Jamie recolle les morceaux
23. Adieu la Terre
24. Jamie le maudit
25. Bébé Blarb
26. Blarbforaiveur
27. Un nouvel ami
28. Nerdy à tout prix
29. Glaviok de compagnie
30. Super Paraffine
31. La dédicace de Falfatrax
32. Le roi de la Galaxie
33. Un général en exil
34. Jamie au carré
35. Galactic Danse
36. Prince Nerdy
37. Le monde marche sur la tête
38. Jamie fait une boulette
39. Cervelle de Vlok en vrac
40. Miroir Ô Miroir
41. Poisson d'avril
42. Le Collier du pouvoir
43. La Reine des poneys
44. Questions pour un neutron
45. Nerdy n'a pas de tentacules
46. La mémoire à zéro
47. Falfatrax: La fin
48. Pimboutcha
49. Le grand eternueur
50. Le temps figé
51. Un bien joyeux anniversaire
52. Falfatrax, le film

## Personnages

### Personnages principaux
Jamie : Jamie Blarb est le personnage principal de la série. Prince de la planète Blarb, il a des tentacules verts et est doté de super-pouvoirs : il est télépathe, crache du feu, tire des lasers avec ses yeux, a une force surhumaine, peut se rendre transparent, changer de sexe, déformer son corps etc. Il est poursuivi par les Vloks, des extraterrestres qui veulent le capturer pour nourrir leur général d'un prince, tradition qui a cours une fois par millénaire. Sur Terre, Jamie est recueilli par Nerdy Walsh, un jeune Terrien timide et maladroit. Il ne comprend pas très bien les Terriens et leurs coutumes. Il rencontre Nerdy Walsh en s'écrasant avec sa soucoupe dans les marécages. Quand Jamie est déguisé en Terrien, il a environ 12 ans, alors que son âge extraterrestre est de 347 ans. Il se fait passer pour le correspondant étranger de Nerdy auprès de la famille Walsh. Les Vloks décident alors d'envoyer sur Terre un agent robot, le lieutenant Contact, pour le capturer avec l'aide d'une vache mutante, le sergent Gratchett.
Nerdy : Nerdy Walsh est le deuxième personnage principal de la série. Son prénom signifie « ringard » en français. Souvent appelé « petit Terrien » ou encore « le Nabot », il a environ 11 ans, aime un peu les filles et porte des lunettes. Il est assez gros et couvert de boutons, ce qui lui vaut les moqueries de beaucoup d'enfants. Avant sa rencontre avec Jamie, Nerdy se plaint d'être seul et sans amis. Il est très sensible et comprend souvent les ruses de ceux qui poursuivent Jamie. Même s'il est peureux, il sait faire preuve de courage quand Jamie risque de se faire tuer face aux Vloks. Nerdy déteste sa petite sœur, Paraffine. Il trouve les traditions Blarbs de Jamie assez bizarres et cache au maximum à sa famille le fait que Jamie est un alien : pour cela, il lui rappelle souvent de cacher ses tentacules. Il est blond et porte une chemise blanc rosâtre avec un short rouge violet, des chaussettes blanches et des chaussures noires. Il est allergique à tout ce qui existe sur Terre, ce qu'il regrette souvent (voir les épisodes « Le nouveau Nerdy » et « Dans la peau du général »), et il peut être pris pour un alien lui aussi (voir « Le Cadeau venu des étoiles » et « Nerdy est un alien »).
Paraffine : Paraffine Walsh est la petite sœur de Nerdy et le troisième personnage principal, avec un caractère de cochon. Elle a environ 9 ans. Sa poupée préférée est M. Pompom, le héros de sa série préférée, Pony Pony, roi des mini-poneys, une référence à My Little Pony. Elle apprend que Jamie est un alien et son objectif est donc de le prouver à ses parents. Elle se dispute souvent avec Nerdy soit parce qu'il regarde Falfatrax quand elle veut regarder sa série, soit parce qu'il préfère jouer avec Jamie plutôt qu'avec elle. Dans la saison 3, elle semble être plus gentille envers Nerdy et Jamie.

### Personnages secondaires
M. Walsh : M. Walsh est le père de Nerdy et de Paraffine. On ne connaît pas son prénom. Il a un tic : il se gratte la nuque quand il ne comprend pas ce qui se passe. Il est à la recherche d'extraterrestres, mais il semble assez stupide. Il a des cheveux assez courts roux et il porte toujours une chemise blanche, avec une cravate et une salopette marron, et des chaussures noires. Il peut s'énerver lorsqu'il est en colère (voir « Sortie de route » et « Soigne ton swing »). Il peut arriver qu'il surprenne Jamie sans son costume (voir « Le Cadeau venu des étoiles » et « Un prisonnier modèle ») et que le FBI débarque dans son grenier. À partir de la saison 2, il obtient l'aide d'une dame pacifique passionnée par la technologie, ou encore d'un vétéran de l'armée qui veut absolument disséquer des aliens. Il est également passionné par le golf (voir « Jamie jette un œil » et « Soigne ton swing »), mais est assez mauvais. 
Mme Walsh : Mme Walsh est la mère de Nerdy et de Paraffine. C'est une grande cuisinière qui négocie souvent des ventes de piscine en échange de tartes. Elle a les cheveux châtain clair et porte une longue robe turquoise avec un tablier, des escarpins noirs et des boucles d'oreilles turquoise. Elle fait de nombreuses demandes à Nerdy (voir « Jamie est un grand malade », « Jamie ne fait pas le poids » et « Mensonges au mètre »), et elle ne croit jamais Paraffine quand celle-ci tente de la convaincre que Jamie est un alien. Elle développe un fameux slogan à propos de ses tartes : « La tarte Walsh maison, faite à la sueur de mon front ». Elle se charge visiblement de toutes les corvées de la maison, comme la vaisselle, la cuisine, le ménage, le jardinage, le nettoyage de la piscine... Elle peut rester calme, même dans les pires situations (« Les garçons viennent de Mars, et les filles y retournent », « Pacte de paix au fond du jardin », « Jamie mue », « L'Invitation », etc.). 
Iris Mermoz : Iris Mermoz est l'une des camarades de classe de Nerdy et a sûrement le même âge que lui, 11 ans. Iris a de longs cheveux blonds retenus par un serre-tête et porte une longue chemise blanche à pois. C'est une très bonne actrice, qui adore jouer la comédie pour séduire les autres. Elle semble apprécier Jamie, mais trouve Nerdy repoussant. Elle apparaît dans de nombreux épisodes, comme « Les garçons viennent de Mars, et les filles y retournent », « Paix et amour » et « Premier rôle ». Elle a un point commun avec Nerdy, celui de fréquenter le magasin de bandes dessinées de Mitch. 
Johnny Rodriguez : Johnny Rodriguez est un camarade de Nerdy. Il doit avoir le même âge que lui, c'est-à-dire 11 ans. C'est une personne vaniteuse et insupportable qui fait tout pour rabaisser les autres, en particulier Nerdy. On apprend, dans l'épisode « Paix et amour », que Johnny s'amusait à cacher les lunettes de Nerdy à l'école. Il semble être amoureux d'Iris Mermoz. Il est métis avec de grands cheveux bruns, il porte un t-shirt bleu avec un éclair jaune et un pantalon marron. Sa principale activité est de jongler avec un ballon de football, avec des chaussures noires et blanches. On apprend que son nom est Rodriguez quand la mère d'Iris suggère que tous les Terriens doivent adopter les coutumes Blarb dans « Blarbville ». 

### Personnages tertiaires
Gasmat : Gasmat, prince de la planète Blurch est une parodie de Jamie. En costume d'humain, il porte un t-shirt à manches courtes bleu avec des bandes bleu clair et un short bleu, des chaussures noires et des chaussettes blanches. Son âge humain est de 12 ans et son âge alien est de 347 ans.
Roméa : Roméa Vlok est la nièce du général Vlok et la petite amie de Jamie Blarb. En costume d'humain, elle porte un t-shirt sans-manches vert clair à paillette, une jupe vert clair, des lunettes de soleil, un casque audio violet et des chaussures violettes. Elle est au départ amoureuse de Jamie, mais finit par le détester. Elle a environ 12 ans en âge humain et 347 ans en âge extraterrestre.

### Méchants
Général Vlok : Le Général Vlok est le dictateur de la planète Vlok. Lui et son peuple veulent capturer Jamie pour le manger et respecter la tradition. Mais les Vloks ne peuvent pas respirer sur Terre. Il engage donc le lieutenant Contact pour aller sur Terre et capturer Jamie. Il devient hystérique quand il voit que Jamie s'amuse alors que ses agents paressent, dans beaucoup d'épisodes où Jamie est tout près d'être mangé. On en apprend beaucoup sûr lui dans l'épisode « Jamie démonte le temps », comme le fait qu'il tienne beaucoup à sa casquette de général, que sa famille est très à-cheval sur les traditions, qu'il a conquis sa première planète lorsqu'il était jeune… Il porte une chemise de général.
Contact : Contact était à l'origine un cuisinier des Vloks. Il est très cupide et craint le Général Vlok. Mais quand Jamie se réfugie sur Terre, le Général Vlok lui confie la mission de le capturer. Il rencontre la vache Gratchett en train de ruminer et la prend pour un humain ne sachant pas à quoi ils ressemblent. Ensuite il en fait son soldat, puis il établit son repaire avec le sergent Gratchett dans une ferme. Il a le grade de lieutenant et est assez snob. Il aime se camoufler comme un agent secret. C'est un robot qui a la phobie des fourmis, qui a 4 pattes, 4 yeux et une antenne sur la tête. Il a été dauphin d'un concours de beauté, et est responsable d'un théâtre. Il aime coudre et adore coiffer ses poules. Il est très incompétent et a souvent des idées pour capturer Jamie, mais veut rarement reconnaître que Gratchett a de bonnes idées. Sa voix est différente au début de la série. On apprend dans "Les envahisseurs venus de la Terre qu'il a peur des fourmis.
Gratchett : Gratchett est l'adjoint de Contact. Il s'agit d'une vache terrienne transformée en agent Vlok par Contact qui la prend pour un humain. Il n'est pas très intelligent mais a parfois de bonnes idées. Il respecte la mission confiée plus que Contact qui la rabroue sans arrêt ou qui trouve toujours un moyen de saboter la mission

## Produits dérivés

### Sortie en DVD
Les 2 coffrets DVD de la première saison, intitulés Jamie a des tentacules ! Volume 1 et Volume 2, sont disponibles en France depuis le 31 août 2017. Ils sont distribués par France Télévisions Distributions.

### Livres
Une série de romans jeunesse, au format poche, dont chaque tome est inspiré d'un épisode de la série débute sa parution en 2022 avec le tome 1 : Jamie est un grand malade, publié aux éditions Bamboo. Elle compte pour l'instant 7 tomes au total :
- Tome 1 : Jamie est un grand malade
- Tome 2 : Le cadeau venu des étoiles
- Tome 3 : Sortie de route
- Tome 4 : Dernière de la galaxie
- Tome 5 : Paix et amour
- Tome 6 : Mercenaire particulier
- Tome 7 : Mon cousin est chef de l'univers